# Клер Андервуд
Клер Гейл Андервуд (англ. Claire Hale Underwood) — вигадана персонажка у «Картковому будиночку», яку грає Робін Райт. Вона є дружиною головного героя серіалу Френка Андервуда (Кевін Спейсі) і головного героя останнього сезону. Вона є лобісткою і керує екологічною некомерційною організацією, але в наступних сезонах займає посади другої леді США, першої леді США, посла США в ООН, віцепрезидента США, і, нарешті, 47-ї президентки США. Клер вперше з'явилася в пілотному епізоді серіалу «Розділ 1». Персонажка заснована на Елізабет Уркхарт, персонажці з однойменного британського мінісеріалу, з якого походить поточний серіал. Однак, на відміну від оригінальної персонажки, Клер має власні сюжетні лінії.
Роль була схвалена критикою. За цю роль на 71-й церемонії вручення премії «Золотий глобус» Робін Райт отримала премію «Золотий глобус» за найкращу жіночу роль у драматичному телевізійному серіалі, ставши першою акторкою, яка виграла премію «Золотий глобус» за роль у серіалі, яка транслюється лише на телебаченні. За цю роль на 65-й, 66-й, 67-й, 68-й, 69-й та 71-й преміях «Праймтайм Еммі» вона була номінована на премію «Праймтайм Еммі» за найкращу головну жіночу роль у драматичному серіалі.
У листопаді 2017 року Netflix звільнив Спейсі з серіалу після того, як кілька людей звинуватили його в сексуальних домаганнях. Персонаж Френка Андервуда був виключений із серіалу як померлий, а Клер Андервуд стала головною героїнею шостого й останнього сезону серіалу.

## Огляд персонажки
Клер Гейл Андервуд родом з ексклюзивного анклаву Гайленд-Парк у Далласі, штат Техас. Її покійний батько був великим республіканцем Техасу. Вивчаючи гігієну довкілля та хімію в Редкліффському коледжі в Кембриджі, вона зустріла Френсіса Дж. «Френка» Андервуда, студента права Гарвардського університету з Південної Кароліни. Згодом вона здобула ступінь магістра охорони здоров’я в Гарвардському університеті. Вона із заможної родини, і шоу характеризує її як «Делласську дебютантку» та «Лілі Вайт». Вона розповідає, як її батько взяв її до Dealey Plaza, де був убитий Джон Ф. Кеннеді, і що це змусило її почуватися «так сумно, так сердито». У неї складні стосунки з матір'ю Елізабет Гейл (Еллен Берстін), яка зневажає Френка і розчарована Клер через те, що вона одружилася з ним.
Браян Стелтер з The New York Times описав її як потаємну дружину Френка Андервуда, а Андервудів описав як «підступних чоловіка та дружину в центрі «Карткового будиночка»». Це жінка, «яка не зупиниться ні перед чим, щоб завоювати все». Генк Стювер з The Washington Post описує її як «дружину-льодяну королеву». Сара Г'юз з The Independent повторює цей опис, кажучи, що Клер настільки віддана планам подружжя, що зрозуміло, що вона сама втілить їх у життя, якщо Френк коливається. Після 4 сезону Робін Райт заявила, що вважає Клер Андервуд рівною Френку Андервуду і вимагає рівної оплати за її виступ. Netflix погодився.

### Стосунки з Френком
У той час як Френк є макіавеллістом, Клер представляє жінку, яка закликає до утвердження влади свого чоловіка в образі леді Макбет. Вона заохочує його пороки, зауважуючи, що не схвалює його слабкості: «Мій чоловік не просить вибачень... навіть переді мною». Це надає довіри їхньому симбіозу.
Віллімон зазначає, що «Надзвичайним у Френку та Клер є глибока любов і взаємна повага, але вони досягають цього, керуючись абсолютно іншими правилами, ніж ми, зазвичай».
Ненсі деВольф Сміт з The Wall Street Journal описує Клер як «короткострижену блондинку, якій вдається бути маскулінною і демаскулінізуючою водночас». Сміт описує їхні стосунки як ключові для серіалу: «Хоч би вони здавалися доброзичливими — і їх нешкідливий вигляд робить Андервудів такими ефективними як політичні змовники — це владна пара з такою ж злоякісною хімією, як і пари серійних убивць, де кожен потребує іншого, щоб стати смертельним».
Переглянувши чотири епізоди попереднього перегляду 2 сезону, Тім Гудмен з The Hollywood Reporter каже, що серіал «продає чоловіка та дружину владу за будь-яку ціну подружжю Френку (Кевін Спейсі) і Клер (Робін Райт) Андервуд як надто жирну. Критик Los Angeles Times Мері Макнамара стверджує, що «Картковий будиночок» — це історія кохання на багатьох рівнях, але головне — між Френком і Клер.
У 3 сезоні, коли Андервуди є президентом і першою леді США, шлюб Клер з Френком починає руйнуватися. Вона втомлюється бути в підпорядкованій ролі, бажаючи бути значущою сама по собі, і вирішує, що його їй недостатньо. Вона залишає чоловіка в фіналі сезону, але повертається в четвертому сезоні, ставлячись до їхнього шлюбу як до суто політичної домовленості для розвитку власної кар'єри. Коли його підстрілюють під час передвиборної агітації, Клер приватно зізнається, що нічого до нього не відчуває. Протягом усього сезону вона працює за лаштунками, щоб підірвати виборчу кампанію Френка, перш ніж нарешті об’єднати зусилля з ним, щоб стати його віцепрезиденткою. У неї також роман зі своїм спічрайтером Томом Єйтсом (Пол Спаркс), зі схвалення Френка.
До відходу Спейсі з серіалу 6 сезон мав бути зосереджений на боротьбі за розлучення між Френком і Клер, коли вони намагалися знищити одне одного; однак після того, як Спейсі було звільнено, історія сезону була кардинально переписана. У сюжеті нового сезону Френк помирає поза кадром, а Клер — тепер президент — публічно дистанціюється від нього та приватно називає його «найбільшим жалем». Пізніше в цьому сезоні вона розповідає, що вагітна від ного.

## Біографія

### Сезон 1
Клер є генеральним директором екологічної групи, одночасно виступаючи головною спільницею свого чоловіка. Після того, як президент Гаррет Вокер (Мішель Гілл) порушує свою обіцянку зробити Френка держсекретарем, Френк залучає Клер, щоб вона допомогла йому помститися та просунути їх обох на владні посади. Вони з Френком щоночі планують за сигаретою, і разом вони маневрують у найближче оточення Вокера. Френк каже про Клер: «Я люблю цю жінку, я люблю її більше, ніж акули люблять кров
Клер знає про сексуальні стосунки Френка з репортеркою Зої Барнс (Кейт Мара) і схвалює їх, якщо вони досягають їхніх цілей. Сама вона закрутила роман із колишнім бойфрендом Адамом Геловеєм (Бен Деніелс).
До кінця сезону Вокер призначає Френка віце-президентом Сполучених Штатів, роблячи Клер другою леді Сполучених Штатів.

### Сезон 2
Головна сюжетна лінія Клер у 2 сезоні — це її виступ Другої леді щодо законопроекту про запобігання сексуальному насильству. Під час її кампанії за законопроект спливає таємниця її коледжських днів: під час інтерв’ю національному телебаченню вона зізнається, що була зґвалтована в коледжі, а її ґвалтівник Далтон МакГінніс (Пітер Бредбері) тепер є генералом високого рангу. (Раніше у неї була незручна зустріч із МакГіннісом на вечері в Білому домі, під час якої вона розповіла Френку, що з нею зробив генерал.) Вона також визнає, що перервала вагітність, яка, як вона стверджує, була результатом зґвалтування; пізніше з'ясовується, що вона фактично зробила аборт дитини Френка за його згодою. Потім вона перетворює увагу на цю проблему на політичну підтримку, яка стає критичною для сходження Андервудів до Овального кабінету.
З плином сезону Клер стає дедалі безжальнішою. Коли Гелловей оприлюднює інтимну фотографію Клер, щоб заспокоїти свою ревниву наречену, Клер залякує його, щоб він публічно заявив, що він сфабрикував фотографію, зруйнувавши його репутацію. Коли Джилліан Коул (Сандрін Холт), вагітна колишня співробітниця, повертається, щоб вимагати медичної допомоги як частину вихідної допомоги, Клер каже: «Я готова дозволити вашій дитині зів’янути і померти всередині вас, якщо це те, що потрібно,... Am Я дійсно такий ворог, якого ти хочеш створити?» Клер також маніпулює першою леді Патрісією Вокер (Джоанна Ґоінг), щоб переконати її чоловіка у романі, щоб відвернути президента Вокера від махінацій Френка. .
Вона лише раз виявляє каяття у своїх вчинках. Коли інша жертва МакГінніса, Меган Геннессі (Ліббі Вудбрідж), виступає, Клер використовує її як дівчину-постер для законопроекту про сексуальне насильство, залишаючи тендітну молоду жінку відкритою для громадського контролю та репресій з боку опонентів законопроекту. Однак перш ніж вона може свідчити про свої випробування перед Конгресом, Меган зазнає зриву та намагається покінчити життя самогубством. Зрозумівши, через що вона змусила пройти Меган, Клер розплакалася.
У фіналі сезону вона закликає Френка упокоритися перед президентом Вокером, до якого він потрапив у немилість, щоб завершити план: «Виріж своє серце і віддай його в його довбані руки». Гамбіт роботи: Вокер залишає Френка своїм віце-президентом, дозволяючи Френку стати його наступником, коли той піде у відставку. Зараз Френк є президентом Сполучених Штатів, а Клер — першою леді.
За словами Дрю Гранта з The New York Observer, сюжетна лінія Клер протягом усього сезону була схожа на реальні спроби сенатора Сполучених Штатів Кірстен Гіллібранд законодавчо припинити сексуальне насильство військових [36]. Грунтуючись на попередньому перегляді 4-х серій, Алессандра Стенлі з The New York Times каже, що в сезоні 2 Клер «все ще безжалісно переслідує свої власні плани, а також плани свого чоловіка. Вона залишається загадкою, навіть коли розкриває все більше тривожних таємниць від себе  Клер залишається спокійною та стильною з чоловіком або без нього та маніпулює пресою з апломбом.

### Сезон 3
У 3 сезоні Клер відчуває потребу бути чимось більш «значним», ніж перша леді, і просить Френка висунути її на посаду в ООН. Він висуває її кандидатуру, але Сенат відхиляє її після важких слухань. Френк все одно дає їй роботу на перерві, але її перебування на посаді недовге; вона руйнує угоду між США та Росією, публічно виступаючи проти російського президента Віктора Петрова (Ларс Міккельсен) щодо його політики проти геїв, і змушена піти у відставку, коли Петров використовує її як розмінну монету під час дипломатичної кризи.
Під час передвиборчої кампанії Френка Клер починає сумніватися, чи кохає вона його досі. У фіналі сезону вона та Френк вступають у жахливу сварку, у якій вона каже, що його недостатньо для неї; Френк відповідає, що без нього вона ніщо. Третій сезон закінчується тим, що Клер покидає Френка, коли він готується йти на первинні вибори в Нью-Гемпширі.[39][40

### Сезон 4
Покинувши Френка, Клер повертається до Техасу, де у неї напружена зустріч зі своєю матір’ю, яка помирає від лімфоми. Вона збирається балотуватися в Палату представників у Техасі за допомогою політичного консультанта ЛеЕнн Харві (Нів Кемпбелл). Френк переконує її відновити публічні виступи з ним, обіцяючи підтримати її кандидатуру. Однак він підриває її потенційну кандидатуру, підтримуючи доньку політичного союзника, щоб зосередити Клер на своїй кампанії. У день праймериз у Південній Кароліні Клер мститься, таємно оприлюднивши фотографію батька Френка з представником клану, що ставить під загрозу балотування Френка. Френк з’ясовує, що за витоком інформації стоїть вона, і стикається з нею. Клер спокійно визнає свій вчинок і пропонує приєднатися до нього в якості віце-президента. Френк відкидає цю ідею.
Незабаром після цього Лукас Гудвін (Себастьян Арселус) застрелив Френка під час спроби вбивства, і він впадає в кому. Поки Френк перебуває на операції, Клер допомагає вести слабкого віце-президента Френка Дональда Блайта (Рід Бірні) через дипломатичну кризу з Росією. Поки Френку роблять трансплантацію печінки, вона відмовляється йти до лікарні на користь домовленості з Петровим і змушує його прийняти США». умови. Коли Френк одужує після операції, він погоджується, щоб Клер була його віце-президентом. Він і Клер виступають за суперечливий законопроект про контроль над зброєю з єдиною метою створити атмосферу розбіжностей, достатню для того, щоб відібрати потенційних напарників. На наступному відкритому з’їзді вони публічно підтримують посаду держсекретаря Кетрін Дюрант (Джейн Аткінсон), працюючи за лаштунками, щоб підірвати її та переконатися, що Клер набере достатньо делегатів для висунення. Тим часом вона неохоче виконує прохання матері допомогти їй померти. Потім вони з Френком використовують співчуття громадськості після смерті Елізабет, щоб виграти номінацію; тепер вони є напарниками.
Коли терористична організація «Ісламський халіфат» (ICO) бере в заручники американську родину, Клер веде переговори з їхнім ув’язненим лідером Юсуфом Аль Ахмаді (Фаршад Фарахат), який погоджується сказати своїм послідовникам звільнити заручників. Однак Аль-Ахмаді відмовляється від угоди та каже їм убити заручників. У той же час журналіст Том Хаммершмідт (Борис МакГівер) публікує розслідування в новинах, де детально описує злочини Френка. Клер дає Френку ідею оголосити війну ICO та дозволити громадськості побачити смерть заручника, щоб відвернути увагу від скандалу та створити атмосферу широкого страху, якою вони можуть скористатися.

### Сезон 5
У 5 сезоні історія Клер починається як початкова сцена сезону: зйомки пропагандистського рекламного ролика, щоб викликати страх. На початку вона допомагає зробити фокус кампанії про страх перед ICO та про те, як вони можуть зупинити загрозу.
У день виборів Клер і Френк дізнаються, що можуть програти через низьку явку виборців. Вони використовують можливу терористичну загрозу, щоб закрити кілька виборчих дільниць у ключових штатах, таких як Огайо. Це призводить до того, що численні штати подають позови та відмовляються визнати результати виборів.
Через дев’ять тижнів, оскільки жодна зі сторін не отримала більшості виборців, Палата (тепер контрольована республіканцями) прийме рішення щодо президента, а Сенат (підконтрольний демократам) — віце-президента, що сталося вперше для президента з 1824 року. президентських виборів і вперше на посаді віце-президента після президентських виборів 1836 року. Зрештою Клер перемагає, коли Блайт видає законопроект про блокування будь-якого флібустьєра в Сенаті; поки Палата не може досягти більшості. Тим часом Клер складає присягу як виконувач обов’язків Президента Сполучених Штатів і починає застосовувати свої обмежені повноваження, усунувши Френка від певних президентських функцій, таких як приведення до присяги нового судді Верховного суду.
Під час її недовгого президентства вантажівка з ядерним матеріалом зникає, і округ Колумбія блокується, схема, розроблена кількома членами кабінету Френка та кампанії Конвея. Під час екстреного випадку Клер відвідує дипломат Джейн Девіс (Патриція Кларксон), яка каже, що може відстежити лідера ICO для Андервудів. Клер також зіткнулася з низкою дипломатичних криз: російські солдати захопили американську базу, а росіяни та китайці змагаються за володіння човном в Антарктиді, на якому знаходиться безбілетний американець, який працює на росіян. Уклавши угоду з китайцями, Клер наказує знищити човен, щоб ні китайці, ні росіяни не змогли отримати те, що на борту. Приблизно в цей час Клер погоджується на відкриті вибори в Огайо не лише президента, а й віце-президента, щоб уникнути можливої адміністрації Конвея-Андервуда.
Френк отримує запис, на якому Конвей словесно ображає пілота, а також запис, на якому напарник Конвея, генерал Тед Брокхарт (Колм Фіоре), погрожує вбити Френка, що Френк і Клер використовують для шантажу керівника кампанії Конвея Марка Ашера (Кембелл Скотт). щоб допомогти їм; вони все одно випускають стрічки. Виборці виступають проти Конвея, і Андервуди перемагають на виборах.
Незабаром після цього конгресмен Алекс Ромеро (Джеймс Мартінез) заохочує республіканців у Палаті представників створити комітет з оголошення війни для розслідування Френка, що ставить Клер і Френка в контроль над збитками.
До цього часу Клер і Єйтс закохалися, що ускладнило їх життя. Під час необережного моменту Клер розповідає Єйтсу, що Френк убив Зої Барнс і конгресмена Пітера Руссо (Корі Столл). Вона відразу шкодує про це і каже Єйтсу, що вони більше не можуть бачитися. У відповідь Єйтс погрожує видати книгу з подробицями злочинів Андервудів. Клер запрошує його додому до Ашера і отруює його. Він помирає під час сексу з Клер, і вона змушує Ашера позбутися тіла. Приблизно в цей час Клер і Френк переконують Стампера взяти на себе відповідальність за смерть Зої Барнс. Френк також починає підозрювати Клер, коли вона зникає на деякий час (вона почала розмовляти з Девісом у секретному коридорі) і починає запам’ятовувати її свідчення, захищаючи себе, але не Френка, на випадок, якщо їй доведеться давати свідчення.
Вокер публічно свідчить проти Френка, спонукаючи його постати перед комітетом і піти у відставку з поста президента. Коли недовірлива Клер стикається з ним, Френк каже, що він весь час планував піти у відставку та призначити її президентом, щоб вони двоє могли керувати Вашингтоном разом — вона з Білого дому, а він — із приватного сектору. Однак, щоб план спрацював, Клер повинна помилувати Френка, що зашкодить їй політично. Френк йде у відставку, а Клер приносить присягу як 47-й президент Сполучених Штатів.
Однак у своєму першому зверненні до нації на посаді президента Клер не оголошує, що вона помилує Френка. Френк постійно телефонує їй, але вона переадресовує дзвінки. Вона бачить, що Френк проколов американський прапор в Овальному кабінеті, і ламає четверту стіну, кажучи: «Моя черга».

### Сезон 6
Шостий сезон починається через чотири місяці. Клер — президент, а Ашер — її віцепрезидент. Френк помер від очевидного серцевого нападу, але Клер підозрює, що його могли вбити. Протягом усього сезону вона намагається відмежуватися від Френка, повертаючись до дошлюбного прізвища та називаючи його «мій найбільший жаль». Вона наживає ворогів із Білла Шеферда (Ґреґ Кіннір) та його сестри Аннет (Діан Лейн), двох політичних агентів, які виступають проти її планів. Коли вона повертається до Білого дому після виступу, на її життя робиться замах; незадоволений колишній солдат стріляє в її кортеж і кінчає життя самогубством.Клер також стикається з загрозою в Стампері, який відмовляється від своїх зізнань і укладає угоду з федеральними прокурорами, щоб віддати їм Клер як помсту за те, що вона відвернулася від нього та Френка. Однак вона укладає з ним хиткий союз, пообіцявши захистити його в обмін на його допомогу позбутися Дюранта, який, як вона боїться, свідчитиме проти неї щодо злочинів її та Френка. Кілька днів потому Клер помилує Стампера, а Дюрант, очевидно, помирає від емболії; однак пізніше з'ясовується, що вона інсценувала свою смерть і втекла з країни.Тим часом Клер починає підозрювати Ашера, який таємно працює з Пастухами. Вона звільняє свій кабінет, щоб нейтралізувати його вплив, і зливає інформацію, яка пов’язує його та Білла Шеперда з відмиванням грошей для російського уряду; вона також карає Аннет Шеферд, відкривши пресі, що син Аннет, Дункан (Коді Ферн), насправді є біологічною дитиною одного з її обслуговуючого персоналу. Щоб очистити поле від потенційних загроз для своєї влади, Клер наказує вбити Дюранта, Девіса та Хаммершмідта. Коли Стампер сперечається з нею щодо того, що Френк залишив йому у своєму заповіті, Клер каже, що вона вагітна дитиною Френка. Пастухи намагаються підірвати її, розробляючи додаток для голосування, який, по суті, вкраде майбутні проміжні вибори; Клер у відповідь заарештовує Дункана, який створив додаток, за державну зраду.У фіналі серіалу Клер домовляється про зустріч зі Стампером, якого, як вона підозрює, найняли Пастухи, щоб убити її. Під час гарячої суперечки вона змушує його зізнатися, що він отруїв Френка, щоб перешкодити йому вбити її, щоб захистити «спадщину» Андервуда. Він нападає на неї ножем для листів, поверхнево поранивши її в горло, але не може змусити себе вбити її, натомість падає їй на руки. Клер хапає нож для листів і встромляє його ножем у живіт. Коли він лежить скривавлений на підлозі, вона закриває йому рот і душить його, абсолютно не підозрюючи, що завдяки Дагу журналістка Джанін Скорскі збирається викрити її злочини.

## Рецепція
Виступ Райта описується як «нюансований і переконливий». Клер має «холодну врівноваженість», але «холодна королівська старшина» пом’якшується протягом першого сезону, за словами Лаури Беннет з New Republic. Райт грає роль із «майже жахливим фроїдером». Кажуть, що як пара Френк і Клер «відбиваються від напруги та дотепності». Майкл Доббс, який написав трилогію романів, на основі якої засновано британський міні-серіал, порівнює переконливу природу стосунків між Френком і Клер на користь оригінальних персонажів «Карткового будиночка» та порівнює їх із Макбетом і леді Макбет. Він не один. У 2 сезоні вона залишається «такою ж сталевою». Незважаючи на припущення про протилежне, Райт наполягає, що персонаж не заснований на Гілларі Клінтон.

## Нагороди і номінації
18 липня 2013 року Netflix отримав першу номінацію на премію Primetime Emmy Award за оригінальне онлайн-потокове телебачення на 65-й церемонії Primetime Emmy Awards. Три його серіали, Затриманий розвиток, Хемлок Гроув і Картковий будиночок, отримали номінації. Серед цих номінацій було зображення Райта Клер Андервуд за видатну головну жіночу роль у драматичному серіалі, а також зображення Кевіна Спейсі Френка Андервуда за видатну головну чоловічу роль у драматичному серіалі та зображення Джейсона Бейтмена Майкла Блута у фільмі «Затриманий розвиток» за видатну головну чоловічу роль у серіалі Комедійний серіал, що робить ці три ролі першими трьома головними ролями, які були номіновані на премію «Еммі» з потокового телесеріалу. Роль також отримала нагороду «Золотий глобус» за найкращу жіночу роль у телевізійному серіалі «Драма» на 71-й церемонії вручення премії «Золотий глобус» 12 січня 2014 року. Зробивши це, вона стала першою актрисою, яка виграла премію «Золотий глобус» за телевізійний серіал, що транслюється лише онлайн.
У 2 сезоні Райт отримала нагороду Critics' Choice Television Award за найкращу жіночу роль у драматичному серіалі на 4th Critics' Choice Television Awards. Райт була знову номінована на премію «Еммі» за найкращу головну жіночу роль у драматичному серіалі на 66-й церемонії вручення премії «Еммі» та за найкращу жіночу роль у драматичному телевізійному серіалі на 72-й церемонії вручення премії «Золотий глобус». Вона була номінована на 21-у церемонію вручення премії Гільдії кіноакторів як «Краща акторська роль у драматичному серіалі», так і «Краща акторська робота в драматичному серіалі».
У 3 сезоні вона була номінована на премію «Праймтайм Еммі» за найкращу головну жіночу роль у драматичному серіалі на 67-й церемонії вручення нагород «Праймтайм Еммі», за найкращу жіночу роль у драматичному телевізійному серіалі на 73-й церемонії вручення премії «Золотий глобус», а також обидва видатні Гра жінки-актора в драматичному серіалі та найкраща гра ансамблю в драматичному серіалі на 22-й церемонії вручення премії Гільдії кіноакторів.
Її гра в 4 сезоні принесла їй номінацію на премію «Праймтайм Еммі» за найкращу головну жіночу роль у драматичному серіалі на 68-й церемонії вручення нагород «Праймтайм Еммі». Райт продовжував отримувати ще одну індивідуальну нагороду Гільдії кіноакторів на 23-й церемонії вручення нагород Гільдії кіноакторів та номінацію на 7-й церемонії вручення телевізійної нагороди Critics' Choice за найкращу жіночу роль у драматичному серіалі.
Гра Райт у 5 сезоні принесла їй п’яту поспіль номінацію на премію «Праймтайм Еммі» на 69-й церемонії вручення премії «Праймтайм Еммі». Вона й надалі залишалася єдиною номінацією серіалу на 24-й церемонії вручення премії Гільдії кіноакторів і 8-й церемонії вручення телевізійної премії «Вибір критиків», які відбулися на початку 2018 року.
За свою останню роль у 6 сезоні Райт отримала свою п’яту індивідуальну (і сьому загалом у всьому серіалі) поспіль номінацію на 25-й премії Гільдії кіноакторів. Пізніше вона отримала свою шосту й останню номінацію на роль головної актриси в драматичному серіалі «Еммі» на 71-й церемонії вручення премії «Еммі» в прайм-тайм. Вона стала однією з лише семи актрис, які отримали шість або більше номінацій у категорії за те саме шоу.